# Nelly Palmer
Nelly Palmer (* 9. Mai 1979 in Pawlodar, Kasachische SSR) ist eine deutsche Opern- und Konzertsängerin (Sopran).

## Leben
Nelly Palmer erhielt ihre Ausbildung an der Musikhochschule Mannheim bei Katharina Dau. Dort schloss sie im Jahr 2007 das Studium im Fach Gesang mit dem Diplom als Gesangspädagogin, Opernsängerin und Konzertsängerin ab.
2003 hatte sie eine erste Rolle als Schäferin in Glucks Armide. 2004 feierte sie ihr Operndebüt als Pamina in Mozarts Zauberflöte unter dem Dirigat von Manfred Schreier. Es folgten Gastengagements am Nationaltheater Mannheim in Mozarts Bastien und Bastienne als Bastienne und am Pfalztheater Kaiserslautern in Lehárs Die lustige Witwe als Valencienne. Ein Engagement am Nürnberger Staatstheater als Mitglied des Internationalen Opernstudios schloss sich an. Bei den Ludwigsburger Festspielen 2008 sang sie in Pauline Viardots Cendrillon die Titelpartie, die sie zuvor bereits in Nürnberg innehatte. In Ibiza-Stadt war sie im Sommer 2006 in Verdis La traviata als Violetta und im Sommer 2009 in Puccinis La Bohème als Mimì auf der Bühne zu sehen. In der Spielzeit 2009/2010 war sie festes Ensemblemitglied am Stadttheater Bremerhaven, wo sie unter anderem als Gräfin Almaviva in Mozarts Die Hochzeit des Figaro und als Fennimore in Kurt Weills Der Silbersee auf der Bühne stand. Gastengagements in Neustadt an der Weinstraße als Blanche in Poulencs Gespräche der Karmelitinnen 2011, am Landestheater Detmold 2011/12 und am Landestheater Schleswig-Holstein 2015/16 als Gräfin Almaviva in Mozarts Die Hochzeit des Figaro und als Auguste in Blachers Preußisches Märchen am Landestheater Schleswig-Holstein 2012 folgten. Seit 2011 ist sie Ensemblemitglied der TourneeOper e.V. Im Oktober 2013 debütierte sie in der Rolle der Rosalinde in Die Fledermaus von Johann Strauss im „Centre des Arts Pluriels“ (CAPe) in Ettelbrück, Luxemburg und bei den Walldorfer Musiktagen 2016 als Belinda in Purcells Dido und Aeneas.
Ihre Konzerttätigkeit im Bereich Lied, Konzert, Oratorium und Oper führte Nelly Palmer ins In- und Ausland. So war sie als Solistin in der Meistersingerhalle in Nürnberg in Paul McCartneys Oratorium Ecce Cor Meum zu hören, bei den Requien von Brahms und Fauré, mit den Heilbronner Symphonikern in Mahlers 4. Sinfonie, mit dem Städtischen Orchester Bremerhaven in Mahler 2. Sinfonie, in Bachs Johannespassion, in Mendelssohn-Bartholdys Elias in Meran und Brixen und in Beethovens Missa solemnis in Zielona Góra sowie bei zahlreichen Rundfunkaufnahmen und CD-Einspielungen der Rundfunkchöre des WDR und des Berliner Rundfunks zu hören. Hinzu kommen Fernseh- und Kinoeinspielungen im Rahmen der Bayreuther Festspiele.
Palmer absolvierte Meisterkurse bei Helmut Deutsch, Ulrich Eisenlohr, Dietrich Fischer-Dieskau, Reri Grist, Klesie Kelly, Rudolf Piernay, Anna Reynolds, Maria Venuti, Ruth Ziesak, Katharina Dau und Claudia Eder.
Seit Januar 2022 ist sie festes Mitglied des Opernchores Heidelberg, wo sie auch zeitweise solistische Aufgaben übernimmt.

## Auszeichnungen
Nelly Palmer gewann Preise bei „Jugend musiziert“, beim Suder-Liedwettbewerb 2002 in Nürnberg, beim Hochschulwettbewerb in der Sparte Lied mit Schwerpunkt Schubert 2003 und beim Richard-Strauss-Wettbewerb 2004. Weiterhin war sie Richard-Wagner-Stipendiatin während der Festspiele in Bayreuth 2005, Finalistin des Internationalen Kärntner-Sparkasse-Wettbewerbes und Preisträgerin der Paul Lincke Gesellschaft beim Bundeswettbewerb Gesang Berlin 2006 sowie der „Wiener Freunde des Meistersingerkurses“ beim Großen Internationalen Meistersingerwettbewerb Neustadt 2011.